# デメチルマクロシン-O-メチルトランスフェラーゼ
デメチルマクロシン-O-メチルトランスフェラーゼ(Demethylmacrocin O-methyltransferase、EC 2.1.1.102)は、以下の化学反応を触媒する酵素である。
S-アデノシル-L-メチオニン + デメチルマクロシン{\displaystyle \rightleftharpoons }S-アデノシル-L-ホモシステイン + マクロシン
従って、この酵素の2つの基質はS-アデノシル-L-メチオニンとデメチルマクロシン、2つの生成物はS-アデノシル-L-ホモシステインとマクロシンである。
この酵素は、転移酵素、特に1炭素基を転移させるメチルトランスフェラーゼのファミリーに属する。系統名は、S-アデノシル-L-メチオニン:デメチルマクロシン 2'''-O-メチルトランスフェラーゼである。その他よく用いられる名前に、demethylmacrocin methyltransferase等がある。この酵素は、12員環、14員環、16員環のマクロライドの生合成に関与している。